# Clay megye (Kentucky)
Clay megye az Amerikai Egyesült Államokban, azon belül Kentucky államban található. Megyeszékhelye és legnagyobb városa Manchester. Lakosainak száma 20 345 fő (2020. április 1.). Clay megye Owsley, Perry, Leslie, Bell, Knox, Laurel és Jackson megyékkel határos.

## Népesség
A megye népességének változása:
| Lakosok száma | 21 690 | 21 616 | 21 547 | 21 364 | 21 013 | 20 345 |
|               | 2010   | 2011   | 2012   | 2013   | 2015   | 2020   |